# Grog
Grog je topla alkoholna pijača, katere glavne sestavine so po navadi dve vrsti žganih pijač (rum in žganje) in čaj. Grogu se nato lahko doda še sladilo in/ali začimbe (npr. cimet).